# Tucker Carlson Network
Tucker Carlson Network (рус. Сеть Такера Карлсона; сокр. — TCN) — американский потоковый сервис, запущенный 11 декабря 2023 года Такером Карлсоном и Нилом Пателем. Сервис публикует, по заверению сайта, «эксклюзивный контент» от Такера Карлсона, среди которого новости, подкасты, обзоры и интервью.

## История
24 апреля 2023 года Такер Карлсон покинул Fox News в связи со скандалом данного агентства в распространении фейков о прошедших президентских выборов в США в 2020 году. В рамках судебного урегулирования с Dominion Voting Systems, Fox News выплатил $787,5 миллионов долларов США. Спустя несколько месяцев, Карлсон вместе с Пателем приняли решение об основании сервиса «Tucker Carlson Network», распространяющего независимые новости. Как TCN на своей странице заявляет, потоковый сервис был создан из-за ожесточённого контроля и репрессии над СМИ. Сам сервис обещает бороться с американской пропагандой, и говорить только всю правду.

## Деятельность
Работа TCN заключается в независимой журналисткой деятельности. На их потоковом сервисе доступны короткометражные документальные фильмы; полномасштабные интервью; подкасты, новостные сводки; ответы на вопросы; выступления Такера Карлсона по всей Америке и т. д.

### Интервью (The Tucker Carlson Interview)
Thе Tucker Carlson Interviеw (рус. Интервью Такеру Карлсону) — одна из полнометражных рубрик потокового сервиса в формате «интервью», в котором Такер Карлсон общается и задаёт вопросы приглашённому гостью в своей студии.
| Номер | Дата публикации  | Участники                                                 | Описание | Длительность              |
| ----- | ---------------- | --------------------------------------------------------- | --- | ------------------------- |
| #1    | 11 июля 2023     | Такер Карлсон (как ведущий) Эндрю Тейт (как гость)        | Эндрю Тейт рассказывает о теориях заговора эпидемии COVID-19 на фоне российского вторжения на Украину 24 февраля 2022 года. | 2 часа 27 минут 3 секунды |
| #2    | 26 июля 2023     | Такер Карлсон (как ведущий) Айс Кьюб (как гость)          | Айс Кьюб рассказывает о своей карьере. | 21 минута 51 секунда      |
| #3    | 2 августа 2023   | Такер Карлсон (как ведущий) Девон Арчер (как гость)       | Девон Арчер рассказывает о сыне 46-го президента США Джо Байдена Хантере Байдене. | 1 час 14 минут 54 секунды |
| #4    | 6 августа 2023   | Такер Карлсон (как ведущий) Тристан Тейт (как гость)      | Тристан Тейт рассказывает о своём домашнем аресте, и о своём брате Эндрю Тейте. | 58 минут 1 секунда        |
| #6    | 23 августа 2023  | Такер Карлсон (как ведущий) Дональд Трамп (как гость)     | 45-й президент США Дональд Трамп рассказывает о президентских выборах США в 2024 году, и о российско-украинской войне (в частности и о российском вторжении на Украину 24 февраля 2022 года). | 46 минут 10 секунд        |
| #7    | 29 августа 2023  | Такер Карлсон (как ведущий) Виктор Орбан (как гость)      | Премьер-министр Венгрии Виктор Орбан рассказывает о российском вторжении на Украину 24 февраля 2022 года. | 29 минут 15 секунд        |
| #8    | 14 сентября 2023 | Такер Карлсон (как ведущий) Хавьер Милей (как гость)      | Президент Аргентины Хавьер Милей рассказывает о президентских выборах в Аргентине в 2023 году. | 32 минуты 45 секунд       |
| #9    | 27 сентября 2023 | Такер Карлсон (как ведущий) Билл O’Рейли (как гость)      | Билл O’Рейли рассказывает об убийстве 35-го президента США Джонна Кеннеди, некомпетентности 46-го президента США Джо Байдена, и о общественной негативной реакции к 45-му президенту США Дональду Трампу. | 47 минут 56 секунд        |
| #10   | 9 ноября 2023    | Такер Карлсон (как ведущий) Дуглас Макей (как гость)      | Дуглас Макей рассказывает об своих уголовных преследований на фоне высмеивания Хиллари Клинтон. | 26 минут 49 секунд        |
| #11   | 17 ноября 2023   | Такер Карлсон (как ведущий) Сантьяго Абаскаль (как гость) | Лидер испанской оппозиции Сантьяго Абаскаль рассказывает о демократии в Испании, и о низкой рождаемости в стране. | 30 минут 52 секунды       |
| #12   | 10 декабря 2023  | Такер Карлсон (как ведущий) Дэйна Уайт (как гость)        | Дэйна Уайт рассказывает о своей карьере в UFC, и о свободе слова в США. | 8 минут 56 секунд         |
| #13   | 4 января 2024    | Такер Карлсон (как ведущий) Марк Эпштейн (как гость)      | Марк Эпштейн рассказывает о загадочной смерти своего брата Джеффри Эпштейна. | 25 минут 51 секунда       |
| #14   | 8 февраля 2024   | Такер Карлсон (как ведущий) Владимир Путин (как гость)    | Президент России Владимир Путин рассказывает о альтернативной истории Украины, расширение НАТО, саммите НАТО в Бухаресте, войне в Грузии в 2008 году, отмены подписания соглашения об ассоциации между Украиной и Европейском союзе, Евромайдане, аннексии Крыма Россией, начале войны на Донбассе, российско-украинской войне, вторжении России на Украину 24 февраля 2022 года, диверссии на тубропроводах «Северный Поток» 26 сентября 2022 года, политической силе президента Украины Владимира Зеленского, восстановлении дружеских отношений с США, о искусственном интеллекте от Илона Маска, и о аресте Эвана Гершковича. | 2 часа 7 минут 18 секунд  |
| #15   | 11 марта 2024    | Такер Карлсон (как ведущий) Крис Куомо (как гость)        | Крис Куомо рассказывает об уходе из Fox News, и о, возможно, возвращении. | 1 час 56 минут 36 секунд  |
| #16   | 17 апреля 2024   | Такер Карлсон (как ведущий) Павел Дуров (как гость)       | Павел Дуров рассказывает о запуске социальной сети «ВКонтакте» и мессенджера «Telegram» в России, уголовных преследованиях на фоне Евромайдана в Украине, и о эмиграции. | 58 минут 28 секунд        |

### Подкасты
The Tucker Carlson Enсо́unter (рус. Встреча Такера Карлсона) — одна из короткометражных рубрик потокового сервиса в формате «подкаста», в котором Такер Карлсон общается с приглашёнными гостями в своей студии.
| Номер | Дата публикации  | Участники                                                                             | Описание | Длительность                                               |
| ----- | ---------------- | ------------------------------------------------------------------------------------- | --- | ---------------------------------------------------------- |
| #1    | 10 августа 2023  | Такер Карлсон (как ведущий) Стивен Сунд (как гость)                                   | Бывший начальник полиции Капитолия Стивен Сунд рассказывает, что на самом деле произошло 6 января. | 55 минут 9 секунд                                          |
| #2    | 14 августа 2023  | Такер Карлсон (как ведущий) Роберт Фрэнсис Кеннеди-младший (как гость)                | Роберт Фрэнсис Кеннеди-младший рассказывает об Украине, биолабораториях и о том, кто убил его дядю. | 1 час 20 минут 31 секунда                                  |
| #3    | 17 августа 2023  | Такер Карлсон (как ведущий) Вивек Рамасвами (как гость)                               | Кандидат на должность президента США (на тот момент) Вивек Рамасвами рассказывает о своей кампании на 2024 год и о том, какие вопросы таят за собой события 11 сентября.                                        | 44 минуты 48 секунд                                        |
| #4    | 21 августа 2023  | Такер Карлсон (как ведущий) Дуглас Макгрегор (как гость)                              | Полковник Дуглас Макгрегор рассказывает, почему российское вторжение на Украину 24 февраля 2022 года должно закончиться сейчас.                                                                                 | 52 минуты                                                  |
| #5    | 31 августа 2023  | Такер Карслон (как ведущий) Дэвид Портной (как гость)                                 | Дэвид Портной рассказывает, как он основал Barstool Sports, и как он в 2023 году совершил самую впечатляющую деловую сделку в его жизни.                                                                        | 49 минут 12 секунд                                         |
| #6    | 6 сентября 2023  | Такер Карслон (как ведущий) Ларри Синклер (как гость)                                 | Ларри Синклер рассказывает про интимные связи с 44-м президентом США Бараком Обамой. | 41 минута 47 секунд                                        |
| #7    | 20 сентября 2023 | Такер Карслон (как ведущий) Кен Пэкстон (как гость)                                   | Генеральный прокурор Техаса Кен Пэкстон рассказывает, как Карл Роув пытался его «уничтожить». | 45 минут 27 секунд                                         |
| #8    | 4 октября 2023   | Такер Карслон (как ведущий) Крис Мориц (как гость)                                    | Крис Мориц рассказывает о скандале с Trans, Inc, которая калечат операции на половых органах. | 54 минут 19 секунд                                         |
| #9    | 18 октября 2023  | Такер Карлсон (как ведущий) Вивек Рамасвами (как гость)                               | Кандидат на должность президента США (на тот момент) Вивек Рамасвами рассказывает, как мир может избежать втягивания в Третью мировую войну во время последствий вторжения ХАМАС в Израиль 7 октября 2023 года. | 22 минуты 16 секунд                                        |
| #10   | 6 ноября 2023    | Такер Карлсон (как ведущий) Мартин Шкрели (как гость)                                 | Мартин Шкрели рассказывает про политическую неприкосновенность Хиллари Клинтон. | 58 минут 51 секунда                                        |
| #11   | 15 ноября 2023   | Такер Карлсон (как ведущий) Кэндис Оуэнс (как гость)                                  | Кэндис Оуэнс рассказывает про Бен Шапиро, который раскритиковал её позицию о вторжении ХАМАС в Израиль 7 октября 2023 года.                                                                                     | 39 минут 32 секунды                                        |
| #12   | 30 ноября 2023   | Такер Карлсон (как ведущий) Марджори Тейлор Грин (как гость)                          | Марджори Тейлор Грин рассказывает про российское вторжение на Украину 24 февраля 2022 года, и про так называемую «смерть» Дерека Шовина.                                                                        | 37 минут 31 секунда                                        |
| #13   | 7 декабря 2023   | Такер Карлсон (как ведущий) Алекс Джонс (как гость)                                   | Алекс Джонс рассказывает про деплатформирование и депопуляцию в США, и о президентских выборах США в 2024 году.                                                                                                 | 1 час 31 минута 47 секунд                                  |
| #14   | 10 декабря 2023  | Такер Карлсон (как ведущий) Кид Рок (как гость)                                       | Кид Рок рассказывает про конфликт с пивной продукцией Bud Light, и о дружеских отношениях с 45-м президентом США Дональдом Трампом.                                                                             | 25 минут 3 секунды                                         |
| #15   | 11 декабря 2023  | Такер Карлсон (как ведущий) Джон Дейли (как гость)                                    | Джон Дейли рассказывает про дружеские отношения с 45-м президентом США Дональдом Трампом, и о своей позиции к 46-му президенту США Джо Байдену.                                                                 | 37 минут 7 секунд                                          |
| #16   | 13 декабря 2023  | Такер Карлсон (как ведущий) Дэвид Груш (как гость)                                    | Дэвид Груш рассказывает про свои «свидетельства о существовании» НЛО. | 1 час 6 минут 27 секунд                                    |
| #17   | 14 декабря 2023  | Такер Карлсон (как ведущий) Кайл Риттенхаус (как гость)                               | Кайл Риттенхаус рассказывает про совершённое им в 17-летнем возрасте убийстве и ранении в целях самообороны. | 31 минута 25 секунд                                        |
| #18   | 16 декабря 2023  | Такер Карлсон (как ведущий) Кид Рок (как гость) Джон Дейли (как гость)                | Кид Рок и Джон Дейли рассказывают про 45-го президента США Дональда Трампа. | 1 час 1 минута 17 секунд                                   |
| #19   | 18 декабря 2023  | Такер Карлсон (как ведущий) Сет Диллон (как гость)                                    | Сет Диллон рассказывает про The Babylon Bee, и о Илоне Маске. | 36 минут 54 скунды                                         |
| #20   | 27 декабря 2023  | Такер Карлсон (как ведущий) Колби Ковингтон (как гость)                               | Колби Ковингтон рассказывает про UFC, конфликт с Рози О’Доннелл, и о шансах победы 45-го президента США Дональда Трампа в президентских выборах США в 2024 году.                                                | 29 минут 10 секунд                                         |
| #21   | 29 декабря 2023  | Такер Карлсон (как ведущий) Джордан Белфорт (как гость)                               | Джордан Белфорт рассказывает про бизнес, Джима Крамера и Нэнси Пелоси. | 51 минута 17 сеунд                                         |
| #22   | 5 января 2024    | Такер Карлсон (как ведущий) Брет Вайнштейн (как гость)                                | Брет Вайнштейн рассказывает о борьбе ВОЗ с пандемией COVID-19, и о РНК-вакцины. | 59 минут 43 секунды                                        |
| #23   | 6 января 2024    | Такер Карлсон (как ведущий) Клэй Хиггинс (как гость)                                  | Клэй Хиггинс рассказывает о том, что на самом деле произошло 6 января. | 38 минут 26 секунды                                        |
| #24   | 9 января 2024    | Такер Карлсон (как ведущий) Вилли Сун (как гость)                                     | Вилли Сун рассказывает о полезных ископаемых в космосе, глобальном потеплении, и о свидетельствах существовании Бога.                                                                                           | 48 минут 49 секунд                                         |
| #25   | 11 января 2024   | Такер Карлсон (как ведущий) Алекс Беренсон (как гость)                                | Алекс Беренсон рассказывает о коронавирусной инфекции COVID-19, и об опасностях вакцин против неё. | 54 минуты 1 секунда                                        |
| #26   | 12 января 2024   | Такер Карлсон (как ведущий) Деннис Куэйд (как гость)                                  | Деннис Куэйд рассказывает об американском кинематографе. | 43 минуты 42 секунды                                       |
| #27   | 19 января 2024   | Такер Карлсон (как ведущий) Энтони Роббинс (как гость)                                | Энтони Роббинс рассказывает об бизнесе. | 56 минут 53 секунды                                        |
| #28   | 22 января 2024   | Такер Карлсон (как ведущий) Catturd (как гость)                                       | Catturd рассказывает об интернет-троллинге Филиппа Бьюкенена, и о Республиканской партии 45-го президента США Дональда Трампа.                                                                                  | 44 минуты 34 секунды                                       |
| #29   | 24 января 2024   | Такер Карлсон (как ведущий) Горд Мэгилл (как гость)                                   | Горд Мэгилл рассказывает о протестах дальнобойщиков в Канаде. | 37 минут 48 секунды                                        |
| #30   | 30 января 2024   | Такер Карлсон (как ведущий) Рассел Брэнд (как гость)                                  | Рассел Брэнд рассказывает о политической репрессии, уголовных преследованиях, о пандемии COVID-19 и её вакцинации.                                                                                              | 46 минут 17 секунд                                         |
| #31   | 1 февраля 2024   | Такер Карлсон (как ведущий) Брет Вайнштейн (как гость)                                | Брет Вайнштейн рассказывает миграционном кризисе в Китае. | 1 час 12 минут 30 секунд                                   |
| #32   | 2 февраля 2024   | Такер Карлсон (как ведущий) Келли Минс (как гость)                                    | Келли Минс рассказывает о лекарственном средстве Ozempic, и о гражданских преимуществах в США. | 41 минута 30 секунд                                        |
| #33   | 26 февраля 2024  | Такер Карлсон (как ведущий) Си ван Флит (как гость)                                   | Си ван Флит рассказывает о культурная революция в Китае. | 45 минут 27 секунд                                         |
| #34   | 29 февраля 2024  | Такер Карлсон (как ведущий) Эдуарду Болсонару (как гость) Паулу Фигейреду (как гость) | Эдуарду Болсонару и Паулу Фигейреду рассказывают о тирании в Бразилии. | 34 минуты 25 секунд                                        |
| #35   | 5 марта 2024     | Такер Карлсон (как ведущий) Кейт Эблоу (как гость)                                    | Кейт Эблоу рассказывает о лечении сына 46-го президента США Джо Байдена Хантера Байдена от наркотической зависимости, и о 45-м президенте США Дональде Трампе.                                                  | 45 минут 42 секунды                                        |
| #36   | 13 марта 2024    | Такер Карлсон (как ведущий) Пьер Кори (как гость)                                     | Пьер Кори рассказывает о пропаганде вакцинирования против коронавирусной инфекции COVID-19. | 49 минут 36 секунды                                        |
| #37   | 19 марта 2024    | Такер Карлсон (как ведущий) Рон Пол (как гость)                                       | Рон Пол рассказывает о российском вторжении на Украину 24 февраля 2022 года, и о гипотетическом начале Третьей мировой войны.                                                                                   | 51 минута± (предположительно из-за приватного выпуска)     |
| #38   | 23 марта 2024    | Такер Карлсон (как ведущий) Розанна Барр (как гость)                                  | Розанна Барр рассказывает о возможно победе на президентских выборах США в 2024 году 45-го президента США Дональда Трампа.                                                                                      | 36 минут± (предположительно из-за приватного выпуска)      |
| #39   | 25 марта 2024    | Такер Карлсон (как ведущий) Тулси Габбард (как гость)                                 | Тулси Габбард рассказывает об уходе из Демократической партии США. | 1 час 3 минуты 32 секунды                                  |
| #40   | 27 марта 2024    | Такер Карлсон (как ведущий) Стив Никуи (как гость)                                    | Стив Никуи рассказывает об убийстве своего сына из-за вывода войск США из Афганистана в 2020—2021 годах. | 57 минут 7 секунд                                          |
| #41   | 28 марта 2024    | Такер Карлсон (как ведущий) Майк Роу (как гость)                                      | Майк Роу рассказывает об искусственном интеллекте. | 52 минуты± (предположительно из-за приватного выпуска)     |
| #42   | 29 марта 2024    | Такер Карлсон (как ведущий) Исау Купер (как гость)                                    | Исау Купер рассказывает о гонках на газонокосилках. | 41 минута 54 секунды                                       |
| #43   | 1 апреля 2024    | Такер Карлсон (как ведущий) Майкл Нельс (как гость)                                   | Майкл Нельс рассказывает о пандемии COVID-19, и о её вакцин. | 49 минут± (предположительно из-за приватного выпуска)      |
| #44   | 4 апреля 2024    | Такер Карлсон (как ведущий) Сейдж Стил (как гость)                                    | Сейдж Стил рассказывает об увольнении из ESPN. | 55 минут± (предположительно из-за приватного выпуска)      |
| #45   | 5 апреля 2024    | Такер Карлсон (как ведущий) Брайан Джонсон (как гость)                                | Брайан Джонсон рассказывает о вечной жизни, и о вере к Богу. | 1 час 7 минут 53 секунды                                   |
| #46   | 11 апреля 2024   | Такер Карлсон (как ведущий) Наоми Вульф (как гость)                                   | Наоми Вульф рассказывает о вакцинации против коронавирусной инфекции COVID-19. | 1 час± (предположительно из-за приватного выпуска)         |
| #47   | 12 апреля 2024   | Такер Карлсон (как ведущий) Джина Карано (как гость)                                  | Джина Карано рассказывает о своей актёрской карьере, и о фильме «Смерть в прерии». | 40 минут 16 секунд                                         |
| #48   | 13 апреля 2024   | Такер Карлсон (как ведущий) Педро Исраэль Орта (как гость)                            | Бывший агент ЦРУ Педро Исраэль Орта рассказывает о проблемах данного агентства. | 51 минута± (предположительно из-за приватного выпуска)     |
| #49   | 15 апреля 2024   | Такер Карлсон (как ведущий) Дуглас Уилсон (как гость)                                 | Дуглас Уилсон рассказывает о христианском национализме. | 1 час 5 минут± (предположительно из-за приватного выпуска) |
| #50   | 29 апреля 2024   | Такер Карлсон (как ведущий) Александр Дугин (как гость)                               | Александр Дугин рассказывает о индивидуализме, идеологиях после распада СССР, либерализме, демократии, научной фантастике, и о русофобии.                                                                       | 20 минут 58 секунд                                         |
| #51   | 2 мая 2024       | Такер Карлсон (как ведущий) Дэн Болл (как гость)                                      | Дэн Болл рассказывает о цензуре американских СМИ. | 32 минуты 26 секунд                                        |
| #52   | 3 мая 2024       | Такер Карлсон (как ведущий) Балаж Орбан (как гость)                                   | Балаж Орбан рассказывает о возможной Третьей мировой войне. | 41 минута± (предположительно из-за приватного выпуска)     |
| #53   | 4 мая 2024       | Такер Карлсон (как ведущий) Такер Макс (как гость)                                    | Такер Макс рассказывает о государственных школах в США. | 1 час 8 минут 17 секунд                                    |
| #54   | 8 мая 2024       | Такер Карлсон (как ведущий) Феликс Родригес (как гость)                               | Феликс Родригес рассказывает о своей приближенности к Че Гевара за несколько дней до его казни. | 49 минут 2 секунды                                         |
| #55   | 9 мая 2024       | Такер Карлсон (как ведущий) Тара Рид (как гость)                                      | Тара Рид рассказывает о судебных преследований на фоне обвинений 46-го президента США Джо Байдена в сексуальном насилии.                                                                                        | 22 минуты 59 секунд                                        |
| #56   | 13 мая 2024      | Такер Карлсон (как ведущий) Кайл Кемпер (как гость)                                   | Кайл Кемпер рассказывает о своём брате 23-м премьер-министре Канады Джастине Трюдо. | 51 минута 32 секунды                                       |
| #57   | 19 мая 2024      | Такер Карлсон (как ведущий) Дж. Майкл Уоллер (как гость)                              | Дж. Майкл Уоллер рассказывает о президентских выборах в США 2020 года. | 46 минут± (предположительно из-за приватного выпуска)      |
| #58   | 27 мая 2024      | Такер Карлсон (как ведущий) Даника Патрик (как гость)                                 | Даника Патрик рассказывает об своём интересе к политике, НАСКАР, теориях заговора и о Аяуаске. | 49 минут± (предположительно из-за приватного выпуска)      |

### Короткометражные документальные фильмы (Tucker Carlson Shorts)
Tucker Carlson Shorts (рус. Коротко с Тaкером Кaрлсоном) — одна из короткометражных рубрик потокового сервиса в формате «документальных фильмов», в котором Такер Карлсон рассказывает об истории, попутно совершая путешествия по земному шару.
| Номер | Дата публикации  | Участники                                                       | Описание | Длительность                                          |
| ----- | ---------------- | --------------------------------------------------------------- | --- | ----------------------------------------------------- |
| #1    | 25 июля 2023     | Такер Карлсон (как ведущий) Айс Кьюб (как гость)                | Поездка Такера Карлсона с Айс Кьюбом по южному центральному Лос-Анджелесу.                                                                 | 12 минут 42 секунды                                   |
| #2    | 13 сентября 2023 | Такер Карлсон (как ведущий)                                     | Поездка Такера Карлсона в Аргентину. | 10 минут 11 секунд                                    |
| #3    | 22 декабря 2023  | Такер Карлсон (как ведущий) Джулиан Ассанж (частично как гость) | Поездка Такера Карлсона в ТМСР «Белмарш» (Великобритания) к Джулиау Ассанжу.                                                               | 15 минут± (предположительно из-за приватного выпуска) |
| #4    | 17 января 2024   | Такер Карлсон (как ведущий)                                     | Поездка Такера Карлсона в американские города, которые были разрушены в результате миграционного кризиса 2015 года.                        | 9 минут± (предположительно из-за приватного выпуска)  |
| #5    | 14 февраля 2024  | Такер Карлсон (как ведущий)                                     | Поездка Такера Карлсона в Россию (на фоне интервью с Владимиром Путиным), в котором он оценивает сеть быстрого питания «Вкусно — и точка». | 7 минут± (предположительно из-за приватного выпуска)  |
| #6    | 14 февраля 2024  | Такер Карлсон (как ведущий)                                     | Поездка Такера Карлсона в Россию (на фоне интервью с Владимиром Путиным), в котором он оценивает один из московских продуктовых магазинов. | 4 минуты± (предположительно из-за приватного выпуска) |
| #7    | 14 февраля 2024  | Такер Карлсон (как ведущий)                                     | Поездка Такера Карлсона в Россию (на фоне интервью с Владимиром Путиным), в котором он оценивает Московский метрополитен им. В. И. Ле́нина. | 3 минуты 1 секунда                                    |
| #8    | 2 апреля 2024    | Такер Карлсон (как диктор)                                      | Рассказ Такера Карлсона о бывшем деловом партнёре сына 46-го президента США Джо Байдена Хантера Байдена Тони Бобулински.                   | 10 минут 23 секунды                                   |

### Новостные сводки (Uncensored)
Uncensored (рус. Без цензуры) — одна из рубрик потокового сервиса в формате «новостных сводок», в котором Такер Карлсон рассказывает о событиях произошедшего дня.

### Ответы на вопросы (Ask Tucker)
Ask Tucker (рус. Спроси Такера) — одна из рубрик потокового сервиса в формате «Q&A», в котором Такер Карлсон отвечает на вопросы своей аудитории.
| Номер | Дата публикации | Участники                   | Описание | Длительность                                           |
| ----- | --------------- | --------------------------- | --- | ------------------------------------------------------ |
| #1    | 13 декабря 2023 | Такер Карлсон (как ведущий) | Такер Карлсон отвечает на вопрос о драке пьяного 45-го президента США Дональда Трампа и подростке с OnlyFans. | 6 минут± (предположительно из-за приватного выпуска)   |
| #2    | 26 декабря 2023 | Такер Карлсон (как ведущий) | Такер Карлсон отвечает на вопрос о сохранении страстях в браке.                                               | 6 минут± (предположительно из-за приватного выпуска)   |
| #3    | 26 декабря 2023 | Такер Карлсон (как ведущий) | Такер Карлсон отвечает на вопрос об одержимостях и прическе Майка Роджерса.                                   | 4 минуты± (предположительно из-за приватного выпуска)  |
| #4    | 20 апреля 2024  | Такер Карлсон (как ведущий) | Такер Карлсон отвечает на вопрос о советах по охоте на птиц и позитивной дисциплине для детей.                | 16 минут± (предположительно из-за приватного выпуска)  |
| #5    | 5 мая 2024      | Такер Карлсон (как ведущий) | Такер Карлсон отвечает на вопрос о советах для собак и вступлении в брак в молодом возрасте.                  | 23 минуты± (предположительно из-за приватного выпуска) |

### Выступления по всей Америке (Tucker Carlson Sworn Enemy Tour)
Tucker Carlson Sworn Enemy Tour (рус. Тур Такера Карлсона «Заклятый враг») — одна из рубрик потокового сервиса в формате «туров», в котором Такер Карлсон находясь в нескольких уголках страны говорит о политических и общественных темах.
| Номер | Дата публикации | Участники                   | Описание                                                | Длительность             |
| ----- | --------------- | --------------------------- | ------------------------------------------------------- | ------------------------ |
| #1    | 8 декабря 2023  | Такер Карлсон (как ведущий) | Выступление Такера Карлсона в Венгрии.                  | 29 минут 20 секунд       |
| #2    | 8 декабря 2023  | Такер Карлсон (как ведущий) | Выступление Такера Карлсона в Висконсине (США).         | 58 минут 37 секунд       |
| #3    | 8 декабря 2023  | Такер Карлсон (как ведущий) | Выступление Такера Карлсона в Лас-Вегасе (Невада, США). | 1 час 16 минут 18 секунд |

### Потоковый сервис
- Tucker Carlson Network (англ.). Дата обращения: 24 апреля 2024. Архивировано 26 апреля 2024 года.
- Tucker Carlson Uncensored (англ.). Tucker Carlson Network. Дата обращения: 29 апреля 2024. Архивировано 29 апреля 2024 года.
- The Tucker Carlson Encounter (англ.). Tucker Carlson Network. Дата обращения: 29 апреля 2024. Архивировано 29 апреля 2024 года.
- The Tucker Carlson Interview (англ.). Tucker Carlson Network. Дата обращения: 29 апреля 2024. Архивировано 29 апреля 2024 года.
- Tucker Carlson Shorts (англ.). Tucker Carlson Network. Дата обращения: 29 апреля 2024. Архивировано 29 апреля 2024 года.
- Ask Tucker (англ.). Tucker Carlson Network. Дата обращения: 29 апреля 2024. Архивировано 29 апреля 2024 года.
- After The Tucker Carlson Interview (англ.). Tucker Carlson Network. Дата обращения: 29 апреля 2024. Архивировано 29 апреля 2024 года.
- Tucker Carlson Sworn Enemy Tour (англ.). Tucker Carlson Network. Дата обращения: 29 апреля 2024. Архивировано 29 апреля 2024 года.
- Tucker Carlson Films (англ.). Tucker Carlson Network. Дата обращения: 29 апреля 2024. Архивировано 29 апреля 2024 года.

### Разное
- Злобин, Андрей. Бывший ведущий Fox News Такер Карлсон запустит собственный стриминговый сервис. Forbes (11 декабря 2023). Дата обращения: 29 апреля 2024. Архивировано 26 апреля 2024 года.
- Такер Карлсон запускает собственный стриминговый сервис. Коммерсантъ (11 декабря 2023). Дата обращения: 29 апреля 2024. Архивировано 27 апреля 2024 года.
- Такер Карлсон запустил собственный стриминг. Ведомости (11 декабря 2023). Дата обращения: 29 апреля 2024. Архивировано 26 апреля 2024 года.
- WSJ сообщила, что Карлсон запустит свой стриминговый сервис. РБК (11 декабря 2023). Дата обращения: 29 апреля 2024. Архивировано 22 апреля 2024 года.
- Экс-ведущий Fox News Такер Карлсон запустил собственный стриминговый сервис. RTVI (11 декабря 2023). Дата обращения: 29 апреля 2024. Архивировано 26 апреля 2024 года.